# Claudiu Manta
A nu se confunda cu Iulian Claudiu Manda (n. 1975), politician din Craiova!
Claudiu Manta (n. 12 mai 1981, Motru, Gorj, România) este un deputat român, ales în 2020 din partea PSD. 